# 願いがかわるまでに
『願いがかわるまでに』（ねがいがかわるまでに）は、川本真琴がリリースした13枚目のシングル・ミニアルバム。「川本真琴」名義でのリリース。

## 概要
共同プロデューサーにOvallのドラマーであり音楽プロデューサー/マルチプレイヤーのmabanuaを迎えて制作された。
ブックレットには、フォークシンガーの豊田道倫氏がライナーノーツを手掛けている。スリーブケースからCDが取り出しにくいトラブルがあり、本人が公式twitterで心配を呼びかける出来事があった。

## 収録曲
| 全編曲: mabanua。 |                                           |          |                           |      |
| #                 | タイトル                                  | 作詞     | 作曲                      | 時間 |
| 1.                | 「fish」                                  | 川本真琴 | mabanua・川本真琴         | 4:04 |
| 2.                | 「gradation」                             | 川本真琴 | mabanua・川本真琴         | 4:03 |
| 3.                | 「願いがかわるまでに」                    | 川本真琴 | 川本真琴・川本真琴and幽霊 | 4:28 |
| 4.                | 「That star in the vicinity of the moon」 | 川本真琴 | mabanua                   | 3:40 |
| 5.                | 「FUNCTION」                              | 玉緒     | mabanua・川本真琴         | 4:16 |